# Beekloop (Dommeldal)
Het stroompje de Beekloop is een gegraven watertje dat bij Geldrop in de Kleine Dommel uitkomt. 
De Beekloop start in de weilanden van het voormalige Groot Huisven in de bossen tussen Aalst en Heeze. De loop is meerdere maken verlegd. Tegenwoordig is de waterloop de eerste kilometer door een hoge rug gegraven en verbonden met een eveneens gegraven loop uit de Oeffels.  Tussen Gijzenrooi en Genoenhuis passeert ze de A67 waarna ze via het natuurgebied en landschapsreservaat de Gijzenrooise Zegge in de richting van de kerk van Zesgehuchten loopt. De loop is voorbij de Gijzenrooiseweg omgelegd. De loop stroomt daarmee niet langer in een overkluisde situatie naar de Kleine Dommel, ter hoogte van het Hulsterbroek. 